# Châteaux (timbre du Royaume-Uni)
Pour les articles homonymes, voir Château (homonymie) et Châteaux (timbre).

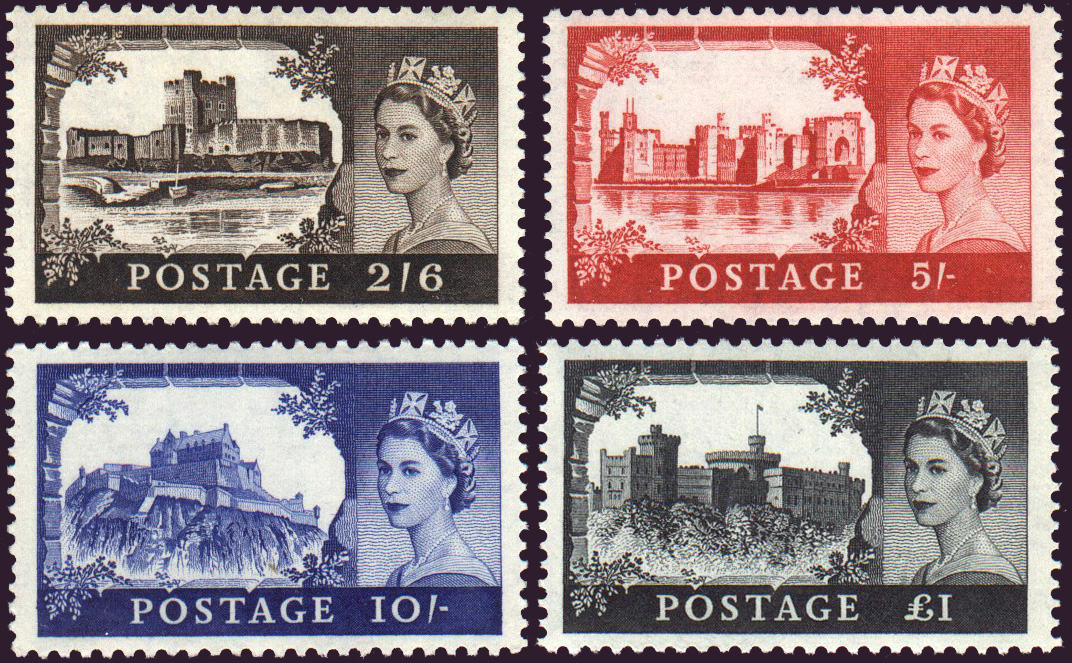

Les Châteaux sont deux séries de timbres-poste britannique d'usage courant du règne d'Élisabeth II.
La première, dessinée par Lynton Lamb, est émise en septembre 1955. La seconde de 1988 est réalisée à partir de photographies du prince Andrew, duc d'York.
Elles ont servi pour les fortes valeurs faciales tandis que les types Wilding, puis Machin portaient les valeurs inférieures. Cependant, ces séries sont remplacées par des effigies Machin, respectivement en 1969 et en 1999.

## Description
Les points communs des deux séries sont les quatre châteaux choisis et la présence du portrait de la reine, image du souverain britannique qui, depuis 1840, est le seul indice de l'origine des timbres du Royaume-Uni.

## La série de 1955

### Genèse
La série de 1955 remplace la série de quatre timbres de fortes valeurs faciales émise en 1951. Portant le portrait du roi George VI, ces timbres de grand format ont pour illustration deux images (le HMS Victory de l'amiral Nelson sur le 2 shillings 6 pence (2s.6d.) et les falaises de Douvres sur le 5 s.) et deux symboles (saint Georges terrassant le dragon pour le 10 s. et les armes du Royaume-Uni pour le timbre d'une livre sterling (£1)). La mort du roi, le 6 février 1952, impose la création d'une nouvelle série à l'effigie de la reine Élisabeth II.
Comme les images ont suscité des commentaires négatifs dans la presse philatélique, le Département des services postaux propose de créer deux figures allégoriques pour remplacer ces deux illustrations. Cependant, le directeur du Département décide de laisser une plus grande liberté aux artistes et imprimeurs invités par le Council of Industrial Design à créer et à rendre leurs projets au début de l'année 1953.
Cependant, en juin 1953, le concours d'artistes avec des allégories est jugé décevant par le Postmaster General Herbrand Sackville, 9e comte De La Warr et les membres du Council of Industrial Design. D'après les maquettes de Mary Ashead qui comprennent des images non allégoriques, notamment des châteaux, ils acceptant de laisser quelques artistes et l'imprimerie Waterlow and Sons créer des projets à partir de vues de monuments britanniques. Sont sélectionnés des châteaux connus du public et liés à l'histoire de la famille royale : la Tour de Londres pour le 2s6d vert, le château de Caernarfon sur le 5s rouge, celui d'Édimbourg sur le 10s bleu et Windsor sur le timbre brun de £1.
Consulté, le secrétaire d'État au Département de l'Intérieur, David Maxwell Fyfe, conseille l'ajout d'un château d'Irlande du Nord : la Tour de Londres est remplacée par le château de Carrickfergus, situé sur la rive nord du Belfast Lough. La couleur du 2s6d est modifié de vert - pouvant rappeler les revendications nationalistes irlandaises - à brun ; le brun du timbre d'une livre est remplacé par le même noir que celui du timbre de 1929 pour le Congrès de l'Union postale universelle à Londres. Pendant l'été 1953, les artistes travaillent à dessiner le décor de fond du timbre et les châteaux. Pour ces derniers, leur sont fournies des photographies réalisées par des postiers ou des fonctionnaires pour éviter les problèmes de droits d'auteur.
Pendant ce temps, H.J. Bard, graveur chez Waterlow and Sons, prépare l'effigie royale à partir de la photographie de Dorothy Wilding utilisée depuis 1952 sur la série d'usage courant.
En janvier 1954, c'est le décor de Lynton Lamb, dénommé par la suite « broken grotto », qui est choisi. Il continue le travail sur le dessin des châteaux pour correspondre au mieux aux demandes des différents commanditaires. L'artiste effectue en 1954 des dessins au cours de visites à Édimbourg et Windsor.
Le 25 octobre 1954, le Postmaster General pense que le projet est prêt et le défend en novembre devant le Council of Industrial Design, notamment le choix d'utiliser une seule couleur, au lieu de deux (une pour le paysage, une pour le décor et l'effigie). La reine approuve ces maquettes en mars 1955. La création définitive des poinçons et du matériel d'impression en taille-douce est effectuée par Lamb et Bard chez Waterlows. L'émission des timbres est acceptée par Élisabeth II, le 29 juin 1955.

### Carrière britannique
L'émission a lieu en deux temps : le 1er septembre 1955 pour le 2s6d brun « Château de Carrickfergus » et le 5 s. rouge « Château de Caernarfon », et le 23 septembre pour le 10 shillings bleu « Château d'Édimbourg » et le une livre noir « Château de Windsor ».
De 1955 à 1957, les timbres sont imprimés par Waterlow ans Sons sur un papier portant la couronne de saint Édouard et le monogramme royal (« E 2 R ») en filigrane. En 1958, avec le même filigrane, puis un filigrane parsemé uniquement de couronnes en 1959, l'impression est reprise par De La Rue. En 1963, l'imprimeur Bradbury Wilkinson prend le marché ; son papier n'a plus de filigrane à partir de 1967. Au fur et à mesure des tirages de ces imprimeurs, les nuances de couleur du papier ont varié de crème à blanc.
Au Royaume-Uni, les quatre timbres sont retirés de la vente le 15 mai 1970, un an après l'émission des type Machin grand format imprimés en taille-douce par Bradbury Wilkinson. Les timbres de 2s6d, 5 s. et 10 s. sont démonétisés le 1er mars 1972.

#### Distinguer les timbres émis par les différents imprimeurs.
Il existe quelques astuces pour différencier les gravures ordinaires (Waterlow ou Bradbury Wilkinson) et les gravures fines (De la Rue). Sur ces dernières, les ornements de la couronne de la Reine apparaissent très blancs et se détachent du fond. De plus, les traits composants le visage de la reine sont plus fins et la boucle d'oreille se confond avec le cou de la Reine. Enfin, les couleurs peuvent être différentes mais il est inutile de les décrire ici.

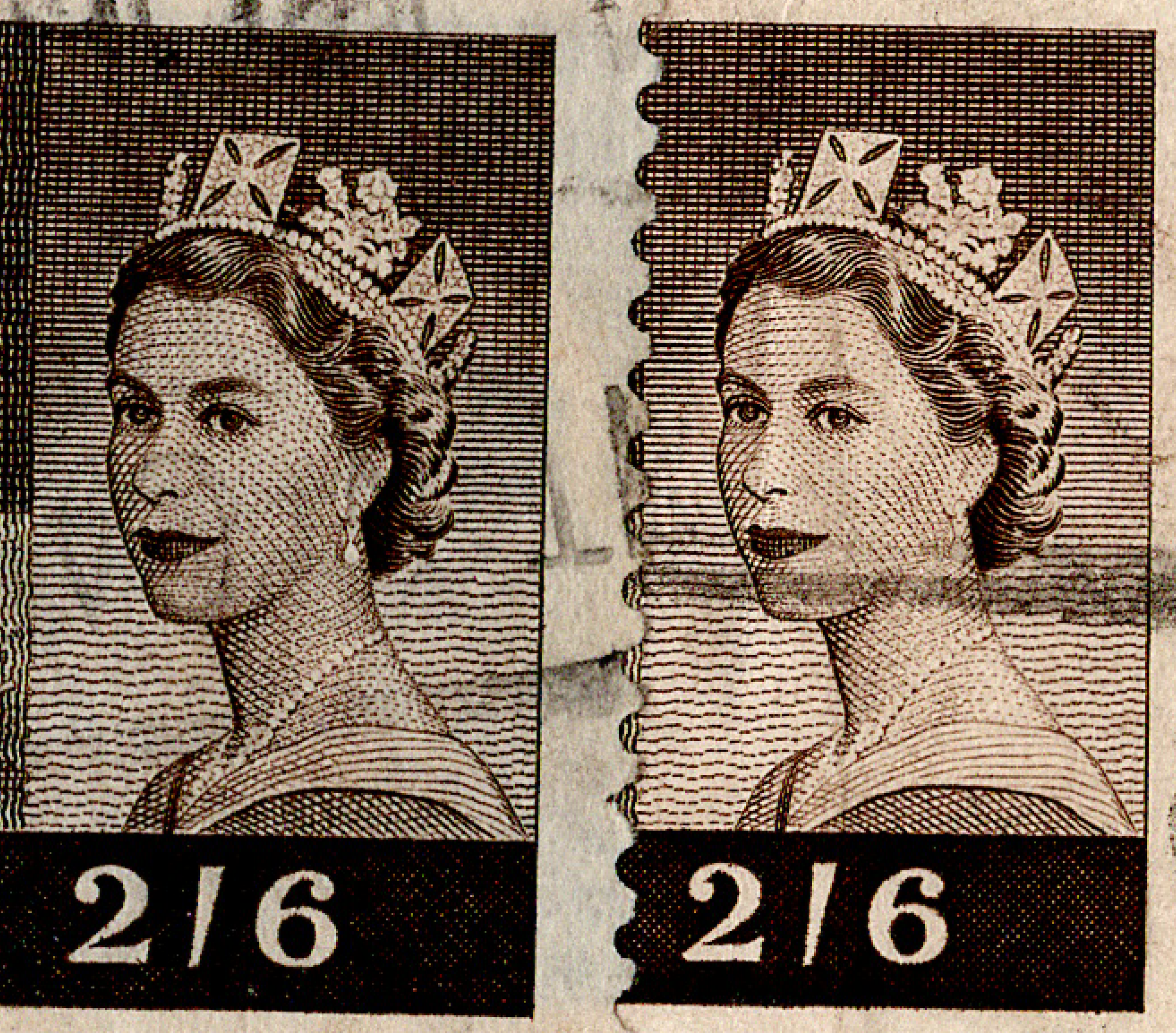
Comparaison entre gravure fine (à droite) et ordinaire (à gauche)

Sur l'image (grossissement du timbre à 2/6), à gauche est représentée la gravure ordinaire (Waterlow ou Bradbury Wilkinson) et à droite la gravure fine (De la Rue). 

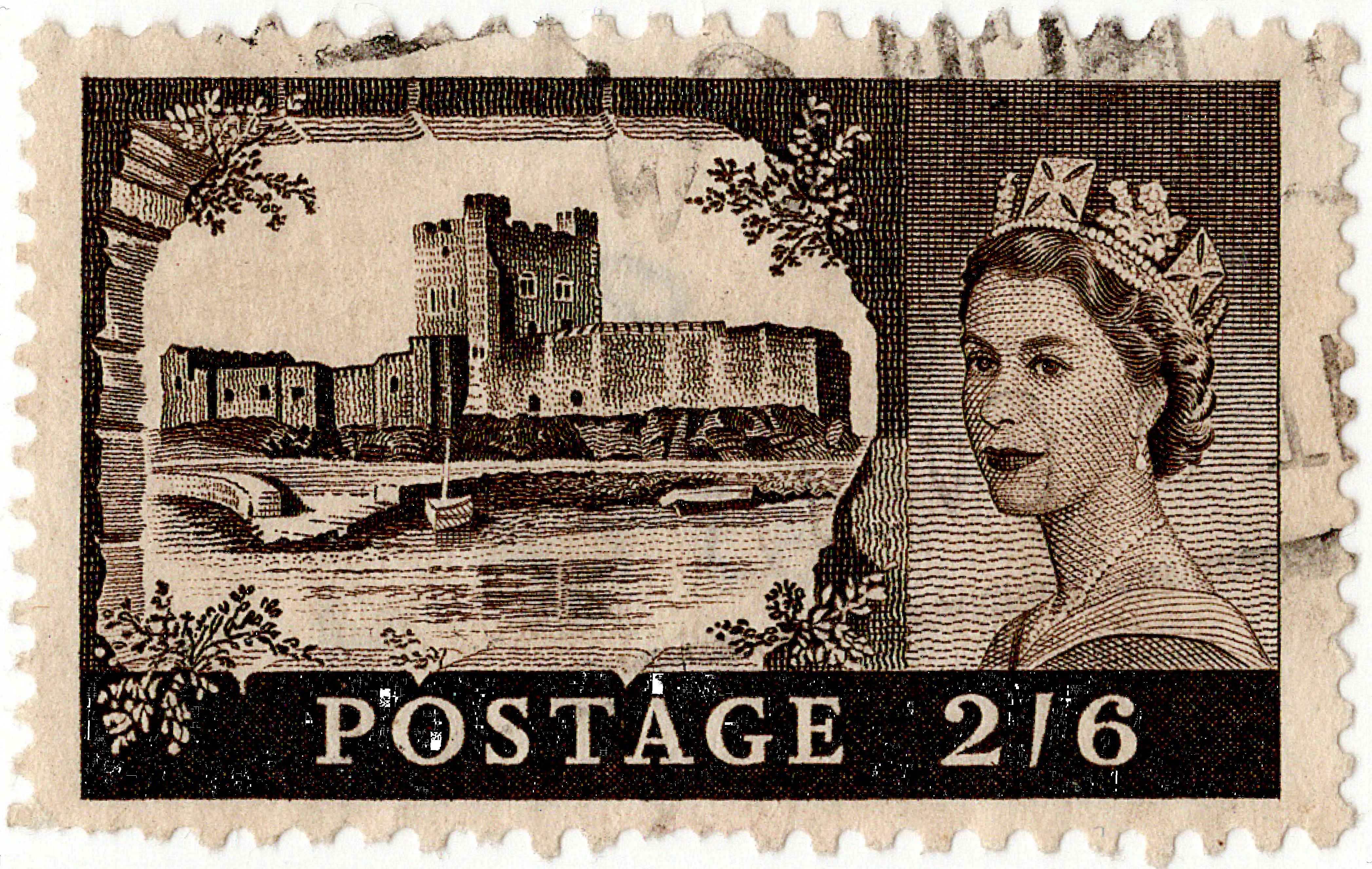
Timbre Wilding Gravure ordinaire (Waterlow ou Bradbury Wilkinson)

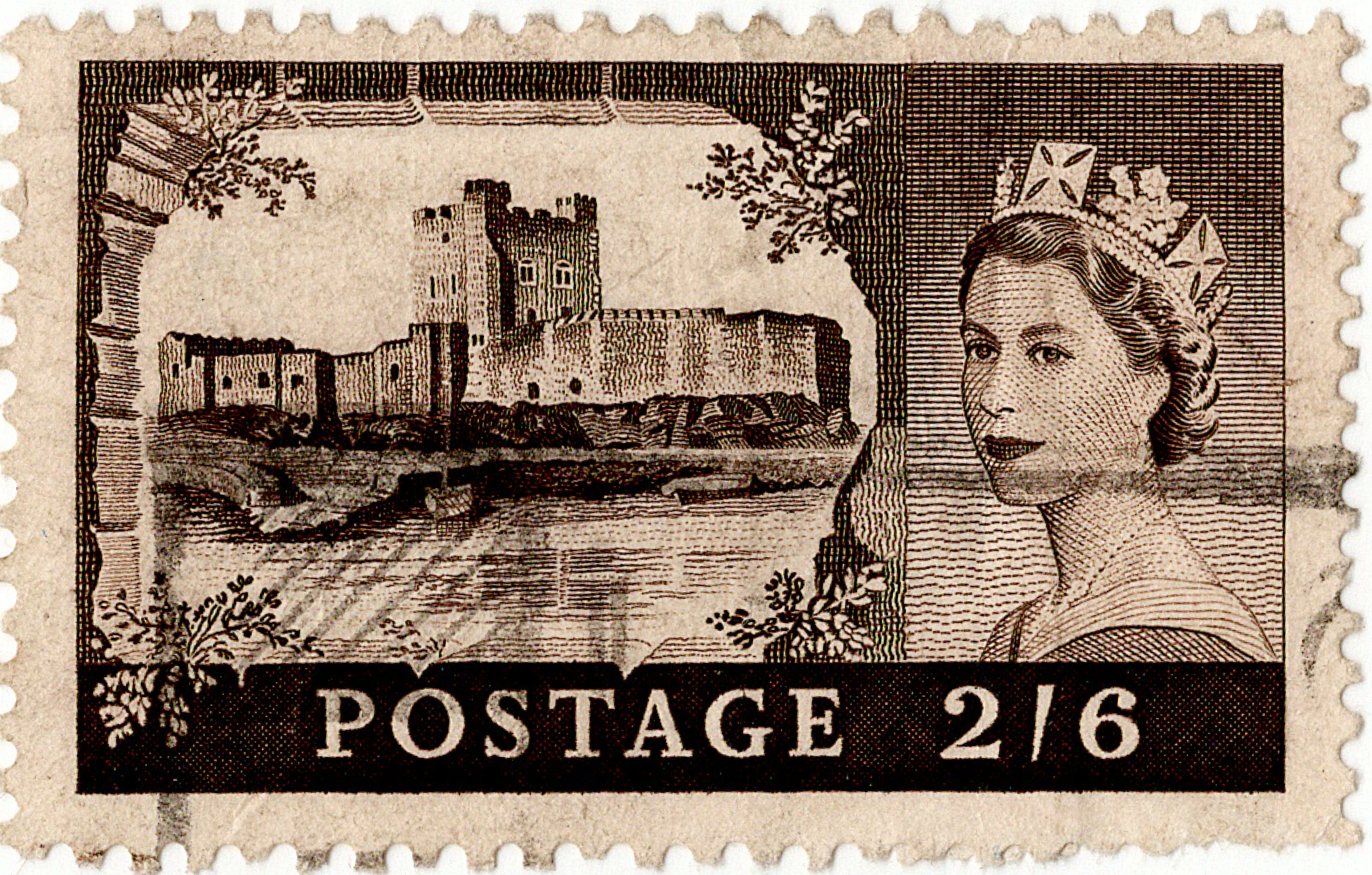
Timbre Wilding Gravure fine (De la Rue)

### Carrière à l'étranger

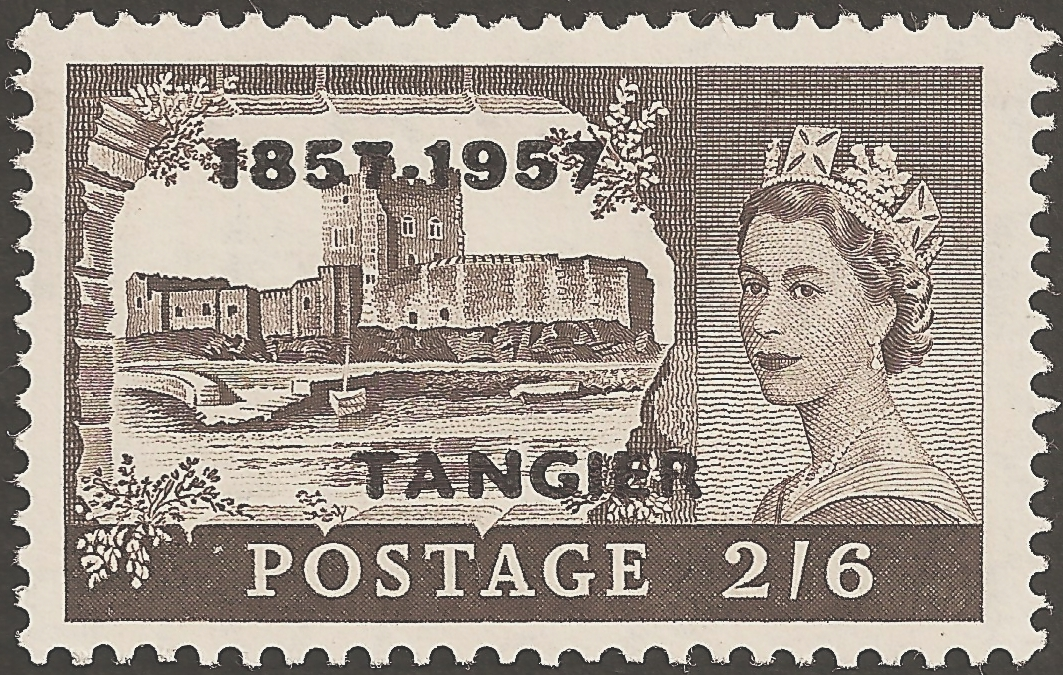
2’6 brun surchargé pour le centenaire du bureau de Tanger.

Les trois plus petites valeurs de cette série servent surchargés dans des bureaux de poste britanniques à l'étranger. Mais, seuls des timbres imprimés par Waterlow and Sons et De La Rue ont été surchargés pour signaler le territoire d'utilisation.
Les pays concernés par la surcharge d'une nouvelle valeur faciale en roupie indienne (remplacée par la roupie du Golfe en 1959) se situent autour du golfe Persique : Bahreïn (surcharge : « BAHRAIN »), Koweït (« KUWAIT »), Qatar (« QATAR ») et les bureaux des agences postales britanniques en Arabie de l'Est (comprenant des États connus sous le nom de Trucial States, et futurs Émirats arabes unis).
Au Maroc, le bureau de Tanger (surcharge : « TANGIER ») disposent de ces trois timbres en 1955. Alors que ce bureau doit fermer avec l'indépendance du pays, il célèbre son centenaire par une seconde surcharge (« 1857 - 1957 ») sur les trois fortes valeurs et dix-sept autres timbres d'usage courant au type Wilding. Des exemplaires au type Château de ce centenaire sont connus avec le trait d'union manquant ou ajouté ensuite.

### Commémoratifs
Le 22 mars 2005, Royal Mail émet un bloc pour les cinquante ans de la série Châteaux de 1955. Les timbres « Château de Carrickfergus » et « Château de Windsor » portent une valeur de 50 pence et les timbres « Château de Caernarfon » et « Château d'Édimbourg » celle d'une livre sterling. Les illustrations sont conservées et imprimées en taille-douce par Enschedé. L'imprimeur néerlandais réalise le matériel d'impression à partir des poinçons et des plaques de report originels, conservés dans les archives de Royal Mail. Pour le château de Windsor cependant, il faut scanner un timbre de 1955. Les marges du bloc sont décorées d'une frise portant le texte : « THE CASTLES DEFINITIVES / FROM STUDIES BY LYNTON LAMB ». Dans chaque coin, se trouvent les fleurs symboliques des quatre parties du Royaume-Uni, à côté du château lui correspondant.

## La série de 1988

### Description
Le 18 octobre 1988, les quatre timbres grand format au type Machin imprimés en photogravure depuis février 1977 sont remplacés par une nouvelle série Châteaux. 
Imprimés en taille-douce, l'illustration est gravée à partir de photographies d'Andrew, duc d'York, le deuxième fils d'Élisabeth II. Le profil de celle-ci, tiré de la sculpture d'Arnold Machin, apparaît dans un des coins supérieurs de chaque timbre. Les quatre châteaux sont les mêmes que ceux de la série de 1955 : le château de Carrickfergus apparaît sur le timbre vert d'une livre (£1), celui de Caernarfon sur le £1,50 brun, celui d'Édimbourg sur le £2 bleu et le Château de Windsor orne le £5 brun.
Par rapport à la série de 1955, le cadre « broken grotto » n'est pas repris, laissant les paysages posés directement sur un fond blanc. Le romantisme du dessin de Lamb laisse place à une série assez austère.

### Carrière
En 1992, la série est renouvelée à travers deux éléments contre la falsification : la dentelure elliptique et une encre spéciale. Comme les autres timbres britanniques, une perforation elliptique apparaît dans la partie inférieure latérale de leur dentelure. Surtout, en lieu et place de l'effigie Machin de 1988, apparaît le profil de couleur uni de la reine, habituelle sur les timbres commémoratifs, et également réalisée par Arnold Machin à la fin des années 1950. Ce profil est imprimé avec une encre qui apparaît changer de couleur selon l'inclinaison du regard : de doré à vert
En 1994, de nouveaux tirages créent des timbres au dessin plus net.
En 1995, le timbre « Château de Carrickfergus » change de valeur faciale et passe d'une livre sterling à trois livres. L'inflation ne justifie plus un mode d'impression coûteux pour cette valeur. Un type Machin d'une livre et de couleur bleu-violet métallique est émis le 2 août 1995.
Le 9 mars 1999, la deuxième série Châteaux est remplacée par quatre Machin de petit format imprimés en taille-douce à partir d'une gravure de Czesław Słania.

## Sources de l'article
- The First Elizabeth II Castle High Value Definitives, publication n°11 du British Philatelic Bulletin, éd. Royal Mail, 2005, 20 pages.
- Catalogue Yvert et Tellier, tome 3, Timbres de l'Europe de l'Ouest, 1re partie, 1998, pages 774 (émissions de 1955 et 1958), 809 (1988), 816-817 (1992) et 822 (1995).